# Deridea
Deridea là một chi bọ cánh cứng trong họ Meloidae.
Chi này được miêu tả khoa học năm 1875 bởi Westwood.

## Các loài
Các loài trong chi này gồm:
- Deridea curculionides Westwood, 1875
- Deridea flacipennis Borchmann, 1942
- Deridea notata Thomas, 1897